# نيك فاغنر
نيك فاغنر (بالإنجليزية: Nick Wagner)‏ هو سياسي أمريكي، ولد في 4 نوفمبر 1973. حزبياً، نشط في الحزب الجمهوري. وقد انتخب عضو مجلس نواب ولاية ايوا.